# سن-ژوزف-دو-بوس، کبک
سن-ژوزف-دو-بوس (به فرانسوی: Saint-Joseph-de-Beauce) شهرکی در منطقه شهری روبر-کلیش ناحیه شودییر-آپالاش در استان کبک کانادا است. در سرشماری سال ۲۰۱۱ این شهرک ۴٬۴۹۲ نفر جمعیت داشته‌است و مساحت آن ۱۰۸٫۵۴ کیلومتر مربع است.